# Huehuetán (Chiapas)
Huehuetán es una localidad del estado federal de Chiapas, México. Sus códigos postales son 30660 - 30677 y el telefónico es 964.

## Historia
La tradición histórica refiere que el pueblo de Huehuetán, el más antiguo del Soconusco, fue fundado por el caudillo Balún Votán a su paso cuando iba a Centroamérica. En 1540, se le erige en capital de la provincia del Soconusco, ostentando tal rango hasta 1700 en que, por su decadencia económica, pasan las autoridades a residir en el pueblo de Escuintla. En 1792, provisionalmente se asientan las autoridades provinciales, pero ahora como cabecera de la subdelegación del Soconusco de la Intendencia de Chiapas, en sustitución de Escuintla que fue destruida por una tromba marina, fungiendo como tal hasta el 23 de mayo de 1794 en que la subdelegación pasa al pueblo de Tapachula. En 1800, una fuerte creciente del río Huhuetán semidestruyó al pueblo arruinándolo. Fue hasta 1882, después de la firma del tratado de límites entre México y Guatemala, cuando se reactiva la vida económica y política del municipio, al ser realmente reconocidas y valoradas sus autoridades municipales.

## Cronología de hechos históricos
- 1540	Huehuetán es designada sede de la capital de la provincia del Soconusco.
- 1792	Vuelven a ser la capital de la provincia durante dos años.
- 1800	Se registra una gran inundación por la creciente del río, por lo que el pueblo queda semidestruido.
- 1907	Con la llegada del ferrocarril panamericano se crea el poblado de la estación, el cual cada vez más se va conurbando con la cabecera municipal.
- 1915	Desaparecen las jefaturas políticas.
- 1921	Se crean 59 municipios libres, estando este dentro de esta primera remunicipalización.
- 1962	Se pavimenta el ramal a la carretera costera.
- 1980	Se establece el campus IV de la UNACH, en ciencias agrícolas.
- 1983	Para efectos del sistema de planeación se le ubica en la región VIII Soconusco.

## Medio físico
Localización 
Huehuetán se localiza en el límite de la Sierra Madre de Chiapas y la Llanura Costera del Pacífico. Sus coordenadas geográficas son 15° 01′ N y 92° 23′ W, Su altitud es de 50 m s. n. m.

## Religión
Católica: 13 934, Protestante: 2 879, Bíblica no evangélica: 2 843, Judaica: 4,Adventistas:98 Otra: 5, Sin religión: 7 674. Fuente: INEGI 2000.